# NRP Sagres (schip, 1937)
De NRP Sagres is een driemast-bark met een stalen romp, in dienst als opleidingsschip bij de Portugese Marine.

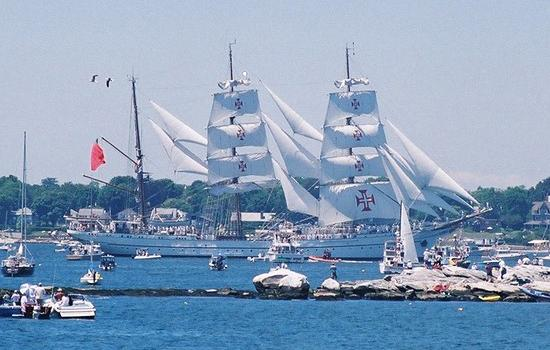
De Sagres bij OpSail 2000

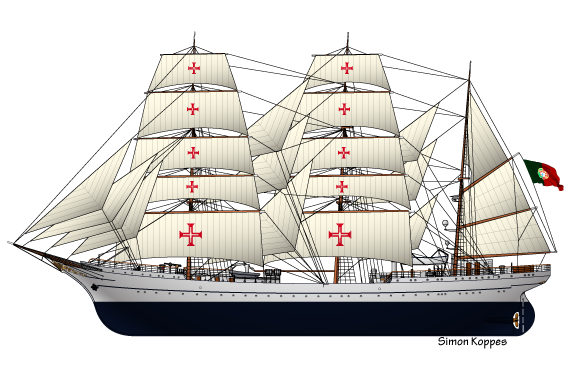
Lijntekening van de Sagres

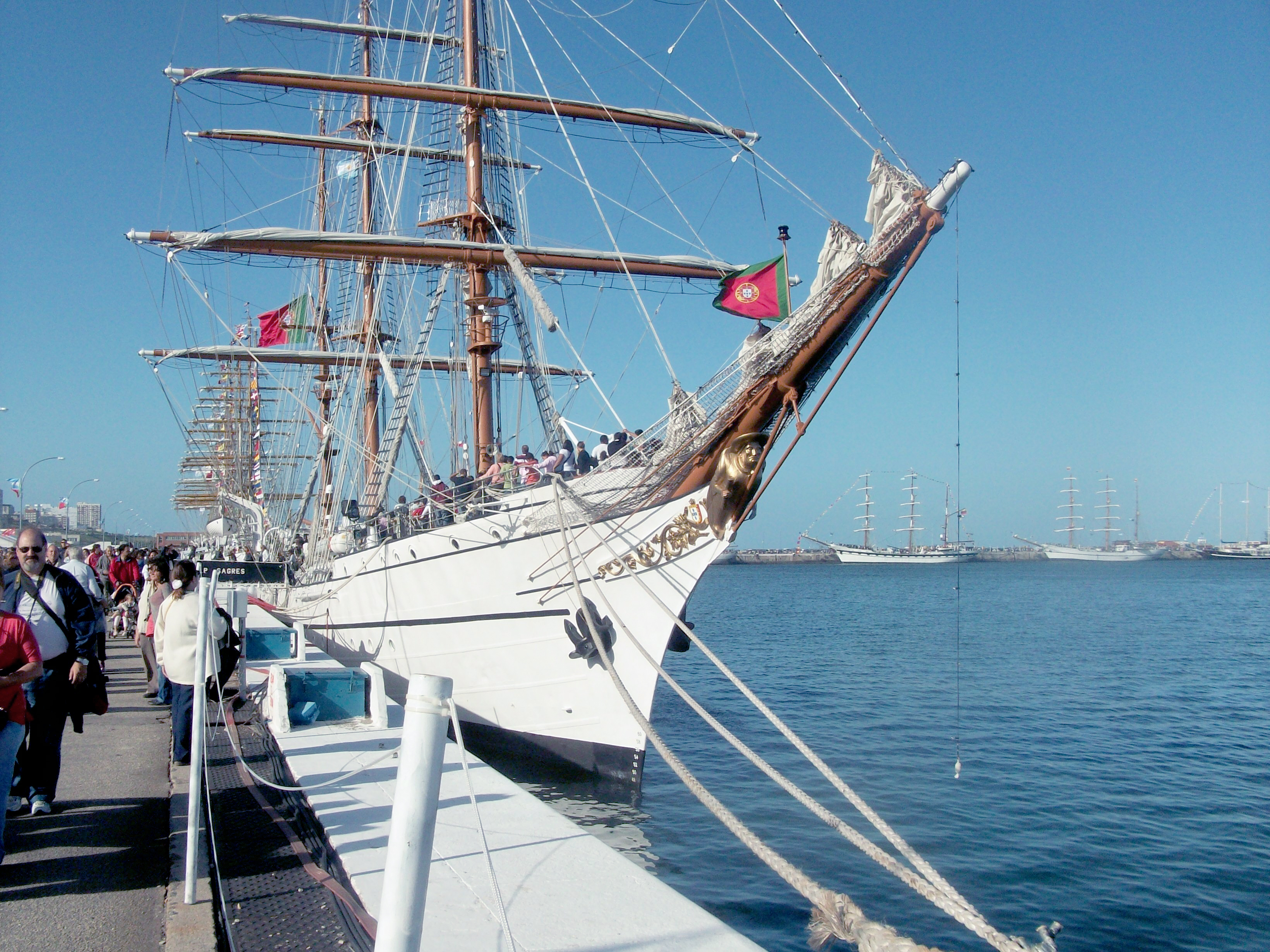
De Sagres aan de kade in Mar del Plata, Argentinië, februari 2010

Het schip werd in 1937 met de naam Albert Leo Schlageter te water gelaten op de Blohm & Voss werf te Hamburg, Duitsland. Het behoort tot de Gorch Fock klasse van zeilschepen en is een zusterschip van de Gorch Fock (Tovarich), Horst Wessel (Eagle) en Mircea. Het schip werd door de Duitse Marine gebruikt als opleidingsschip.
Na de Tweede Wereldoorlog werd het schip geconfisqueerd door de Verenigde Staten. In 1948 werd het door de VS verkocht aan Brazilië. Herdoopt als Guanabara, diende het tot 1960 als opleidingsschip voor de Braziliaanse marine. In 1960 werd het schip uit dienst genomen en gebruikt als drijvende basis voor de Braziliaanse patrouilleschepen.
Op dat moment was Portugal op zoek naar een vervanging van de (oude) Sagres (nu museumschip in Hamburg met de oorspronkelijke naam: Rickmer Rickmers). De Portugese Marine kocht het Braziliaanse schip en herdoopte het N.R.P. Sagres (N.R.P. betekent Navio da República Portuguesa) het derde schip met deze naam (vernoemd naar de meest zuidelijke Portugese stad).
Het schip wordt gebruikt als opleidingsschip van de Portugese Marine. De Sagres heeft in 2009 de Boston Teapot Trophy gewonnen.

## Technische gegevens
- tonnage: 1.550 bruto
- waterverplaatsing: 1.940 ton
- lengte: 89,5 m over alles
- breedte: 12 m
- diepgang: 6,2 m
- masthoogte boven water: 45 m
- zeiloppervlak: 1.979 m²
- MMSI: 263141000
- IMO: niet beschikbaar
- Call sign: CTEC